# Сатаєво
Сата́єво (рос. Сатаево, башк. Сатай) — присілок у складі Міякинського району Башкортостану, Росія. Входить до складу Єнебей-Урсаєвської сільської ради.
Населення — 136 осіб (2010; 175 в 2002).
Національний склад:
- башкири — 100 %